# Edtburg
Die abgegangene Edtburg lag in der Gemeinde Taxenbach im Bezirk Zell am See von Salzburg. Der Edter Schlossberg erhebt sich 70 m über das Salzachtal, von ihm aus konnten sowohl die Salzach wie auch der vorbeiführende Weg mit dem Übergang zur Rauriser Ache Richtung Embach (Gemeinde Lend) abgesichert werden.

## Geschichte
Um 963 gab die edle Frau Rosmout eine Hube bei Taxenbach mitsamt dem Wald am linken Salzachufer von Erlbach bis Dienten und am rechten von Fusch bis zur Mündung der Gasteiner Ache an Erzbischof Friedrich. Dieses Gebiet war der Bereich des späteren Landgerichtes Taxenbach.
In der zweiten Hälfte des 12. Jahrhunderts werden als Zeugen in einer Urkunde Chonradus und Arnoldus de Taxenbach genannt, vermutlich Burgmannen auf der Edtburg. Nach der 1228 erfolgten Belehnung der Erzbischofs Eberhard II. mit dem Pinzgau wird 1231 das Landgericht Taxenbach erwähnt, das die Brüder During und Ortolf von Steveningen zweimal innehatten. In der zweiten Hälfte des 13. Jahrhunderts wurden die Goldegger mit dem Gericht in Taxenbach belehnt. 1293 bestätigt Erzbischof Konrad, dass Otto von Goldegg seiner Gattin Elisabeth von Stubenberg u. a. das Edtlehen und zu Taxenbach die Burg als Morgengabe überschrieben hat.
Erzbischof Weichart kauft 1314 Burg und Gericht zu Taxenbach dem Wulfing von Goldegg mit Zustimmung von dessen Gattin Margarethe für zunächst vier Jahre ab, danach sollten die Goldegger die Edburg wieder zurückkaufen können oder sie würde für immer an das Erzbistum fallen. Die Goldegger hatten sich im Deutschen Thronstreit auf die Seite des Herzog Ludwig des Bayern geschlagen, der Erzbischof Friedrich hingegen unterstützte den Thronprätendenten Friedrich der Schöne von Österreich. Damit waren die Goldegger Gegner des Erzbischofs geworden. Dies führte zur Zerstörung der Edtburg durch die Truppen von Erzbischof Friedrich. 1323 verkaufte Wulfing von Goldegg „das new und daz alt Purchstal und Gericht zu Tachsenbach“, das seine Vorfahren und er als Lehen des Erzstifts innehatten, an Erzbischof Friedrich. Zugleich verzichtete er auf Schadenersatz für seine zerstörte Burg und auf jeden Einspruch gegen eine neu zu bauende Burg, gleich ob der Erzbischof das Recht dazu hatte oder nicht. Damit ist die Geschichte der Edtburg beendet.

## Reste der Edtburg heute

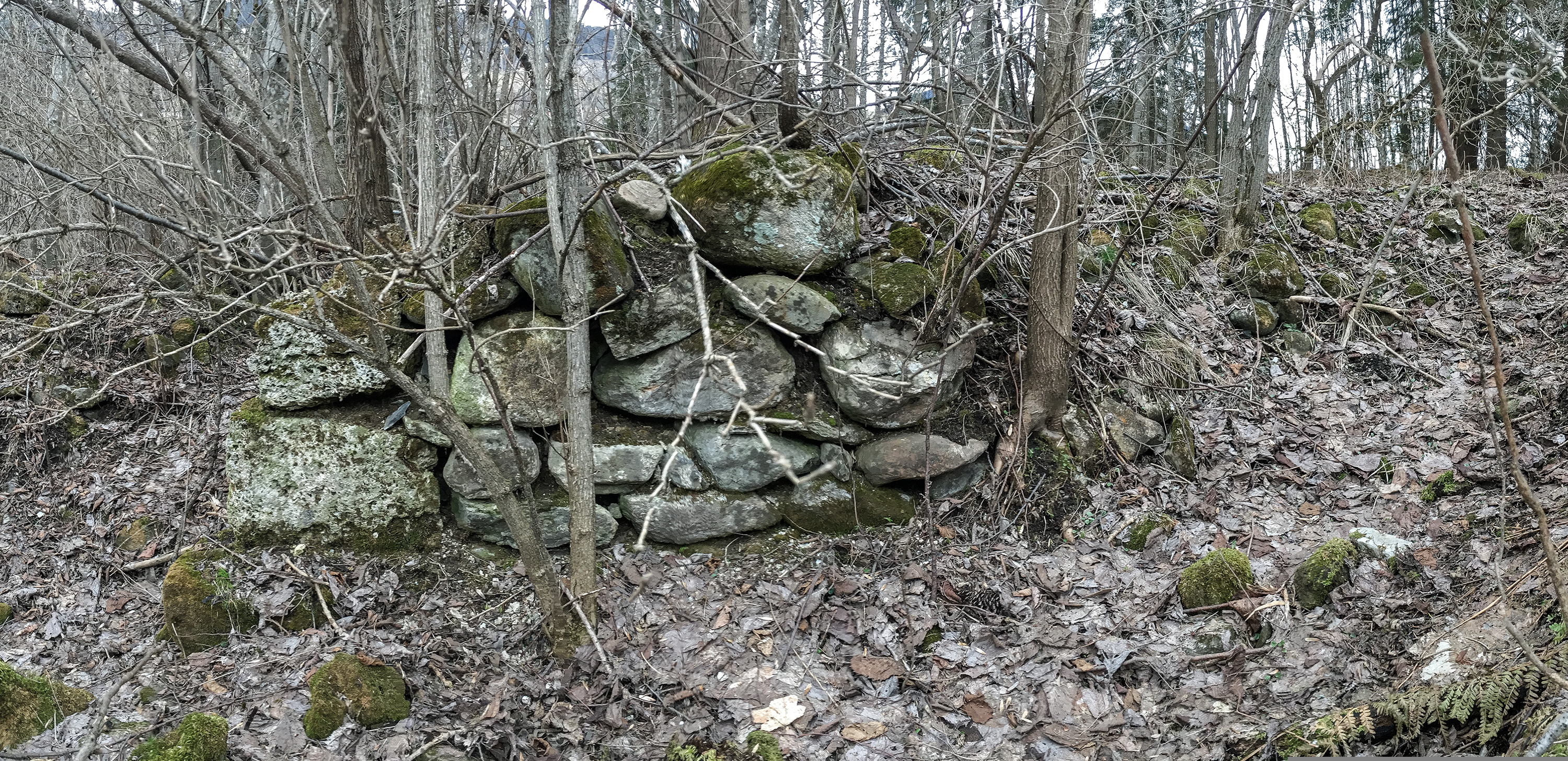
Überreste der Edtburg

Beim Edtbauern sind im Nordosten noch zwei Fundamente im Ausmaß von 6 × 4,5 m und im Osten von 9 × 9 m zu erkennen.